# Khumjung
Khumjung (in nepalese: खुम्जुंग) è un villaggio nel distretto di Solukhumbu (Provincia di Koshi) nella parte nord-orientale del Nepal. Fino alla riforma amministrativa del 2015 (attuata nel 2017) era un comitato per lo sviluppo dei villaggi (VDC). Nel censimento del 2011 aveva una popolazione di 1.912 persone che vivano in 551 famiglie.

## Geografia
Il villaggio si trova nella regione del Khumbu nel Parco nazionale di Sagarmatha, classificato dall'UNESCO come Patrimonio dell'umanità dal 1979, è la sede del comitato per lo sviluppo dei villaggi di Khumjung che comprendono Kunde, Khumjung, Tengboche, Phakding, Pangboche, Pheriche, Dole, Jorsale, Machhermo, Lobuche, Dingboche e Gokyo.
Il villaggio è situato ad una altitudine di 3970 metri sul livello del mare, nei pressi del Monte Khumbila. Questo villaggio ha moderni mezzi di comunicazione, quali internet e telefoni fissi e mobili, così come la scuola "Hillary" fondata da Edmund Hillary nel 1961, otto anni dopo la sua conquista del Monte Everest, che fornisce istruzione per oltre 350 bambini.
Uno dei monasteri buddista in Khumjung ospita un presunto scalpo di Yeti.

VDC Khumjung - Borghi e frazioni
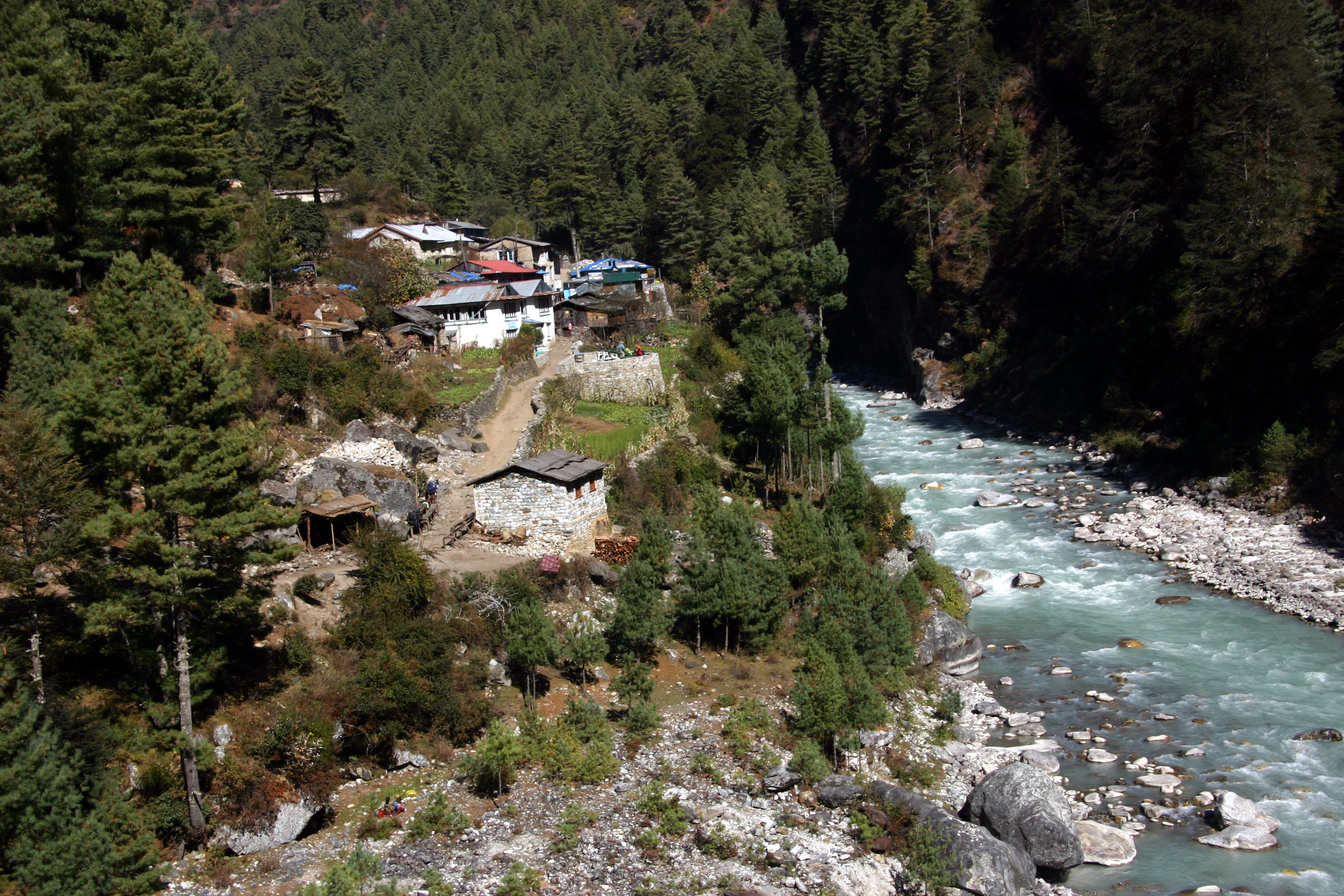
Jorsale
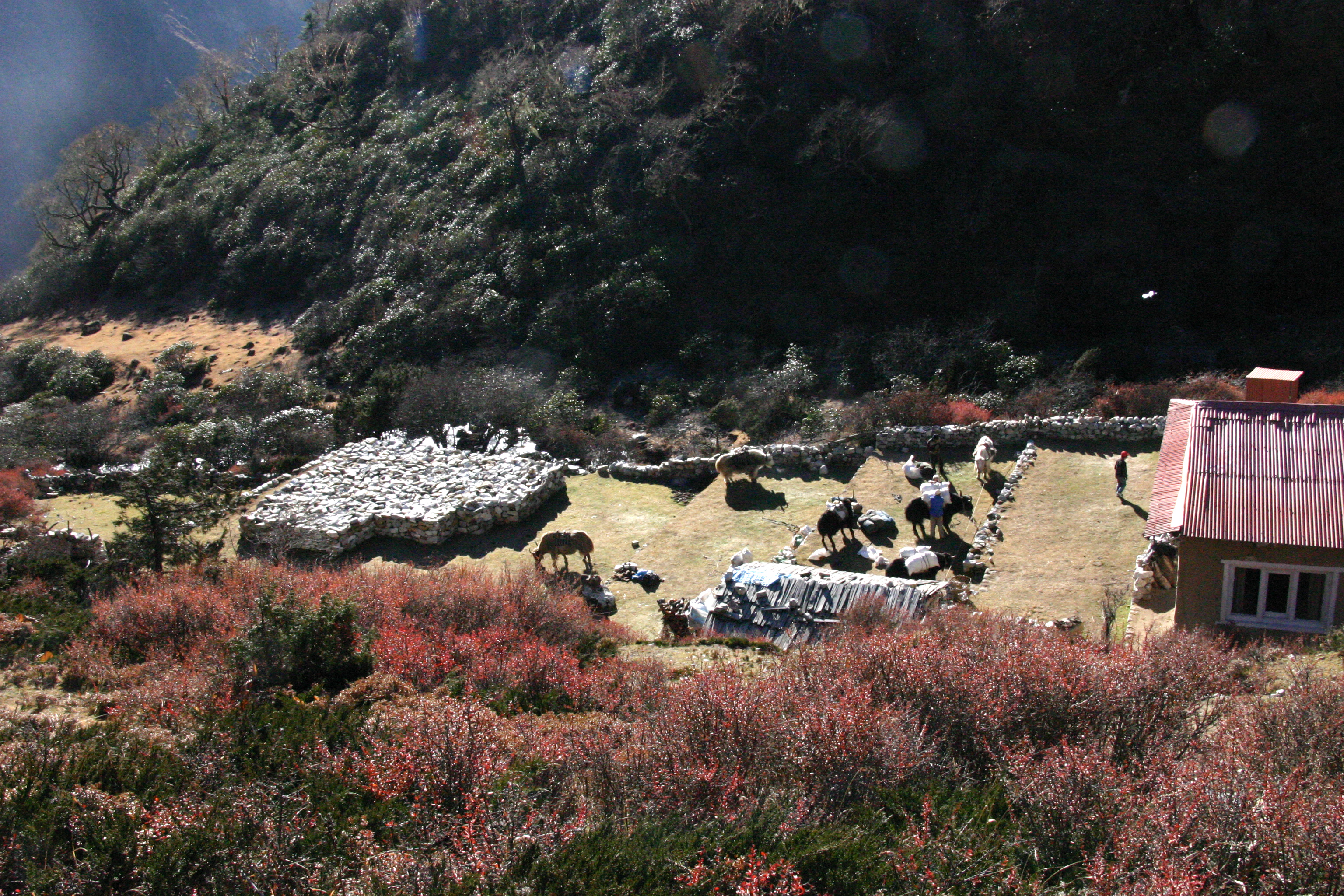
Dhole
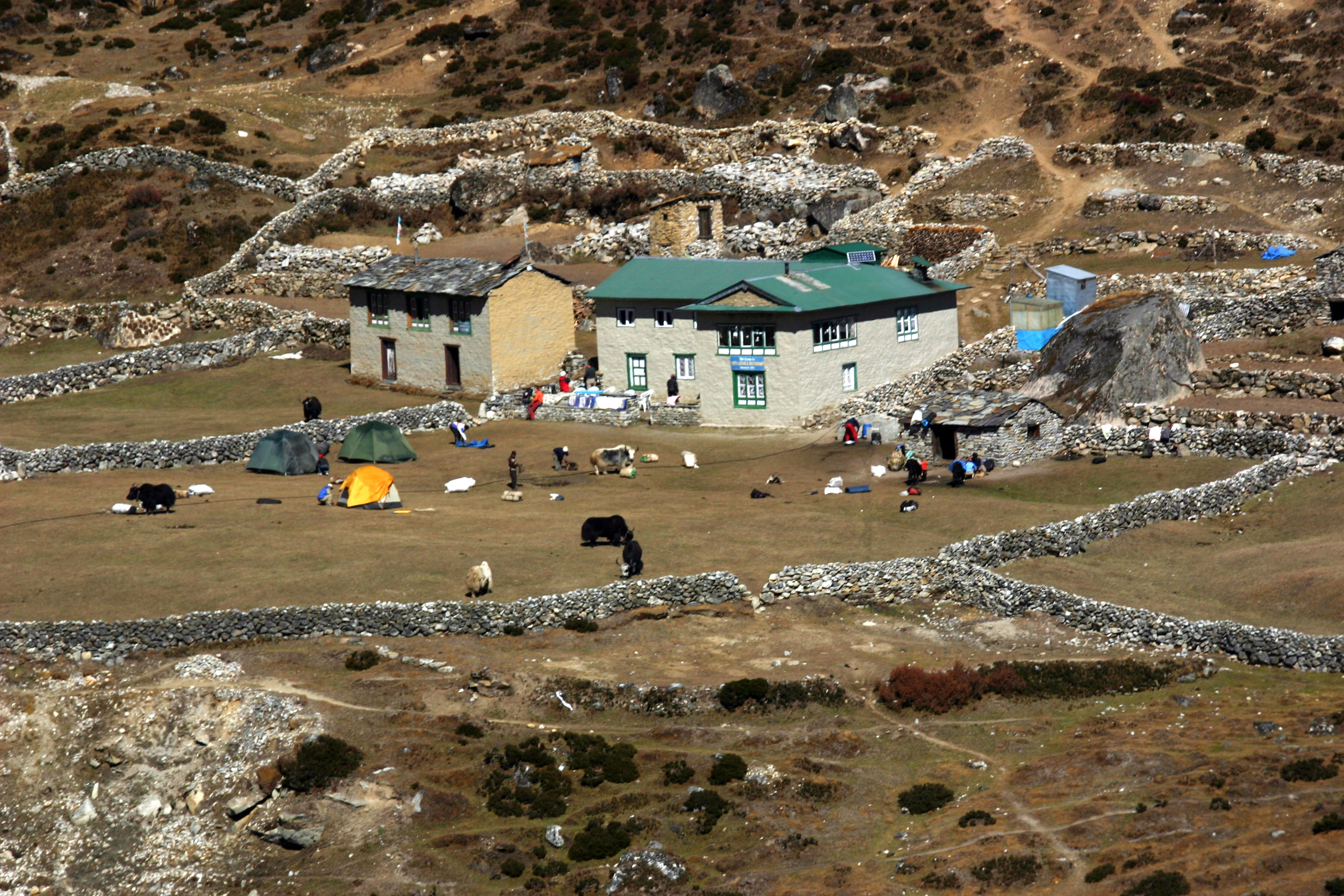
Machhermo
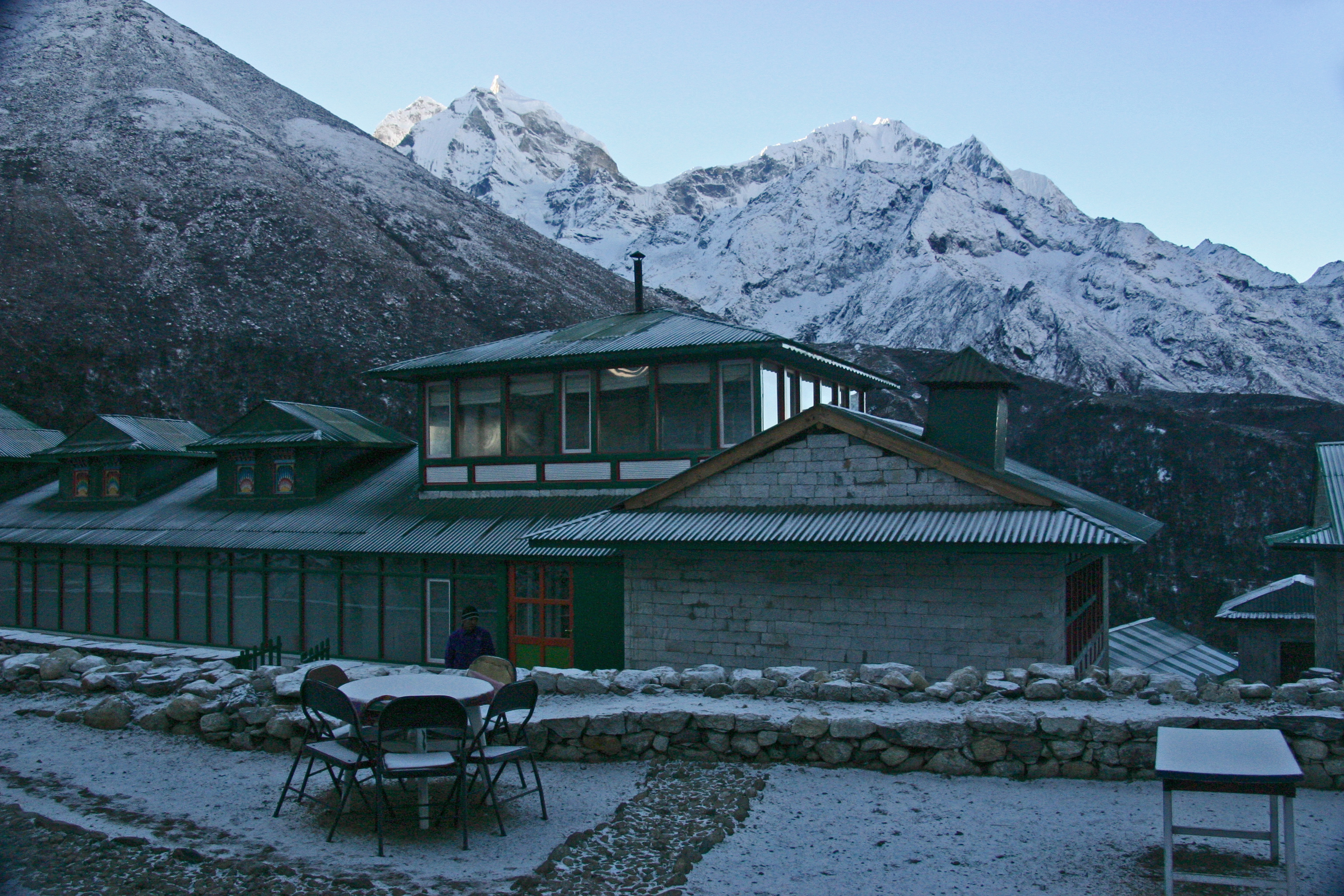
Dingboche
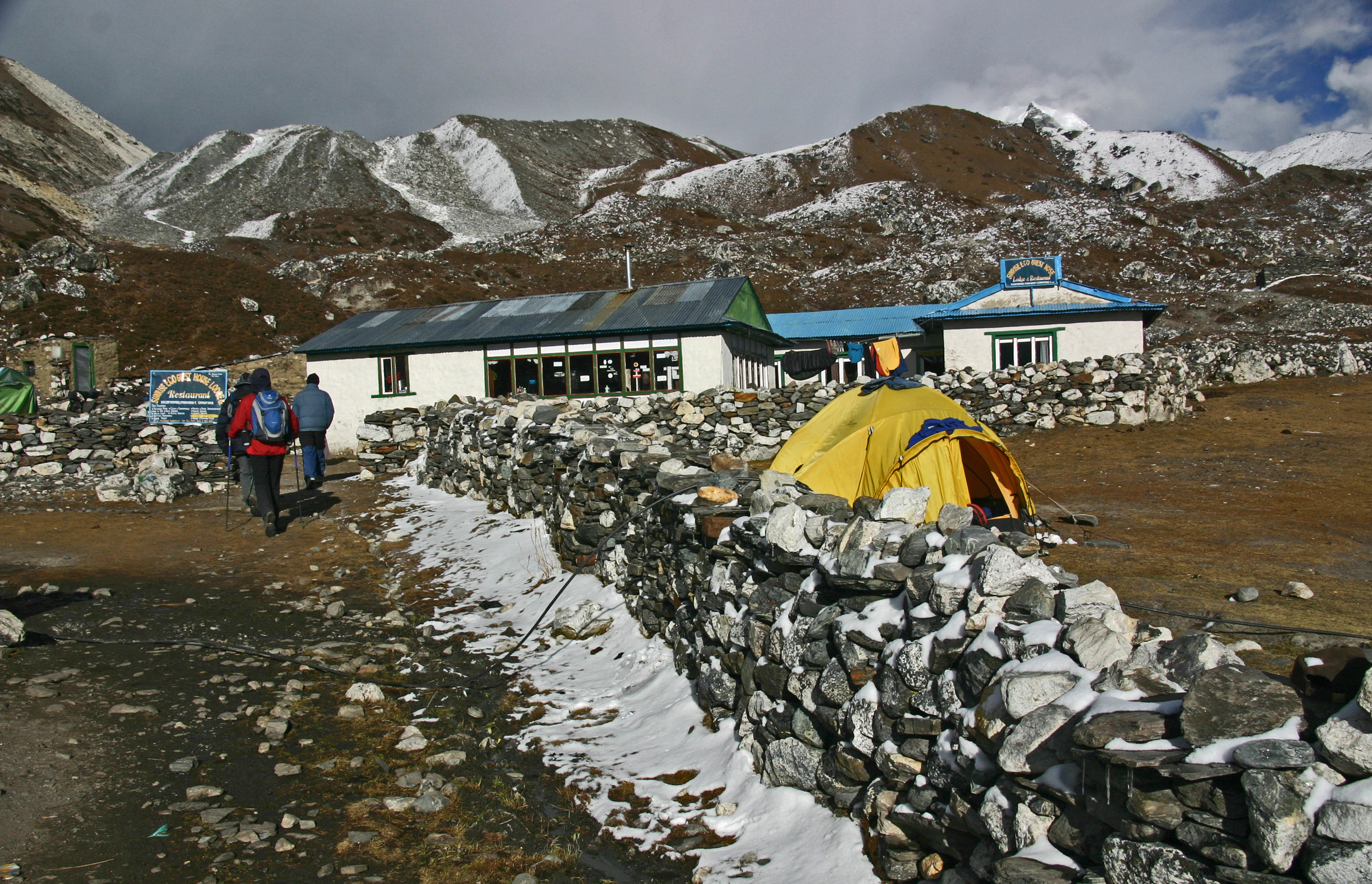
Chhukung
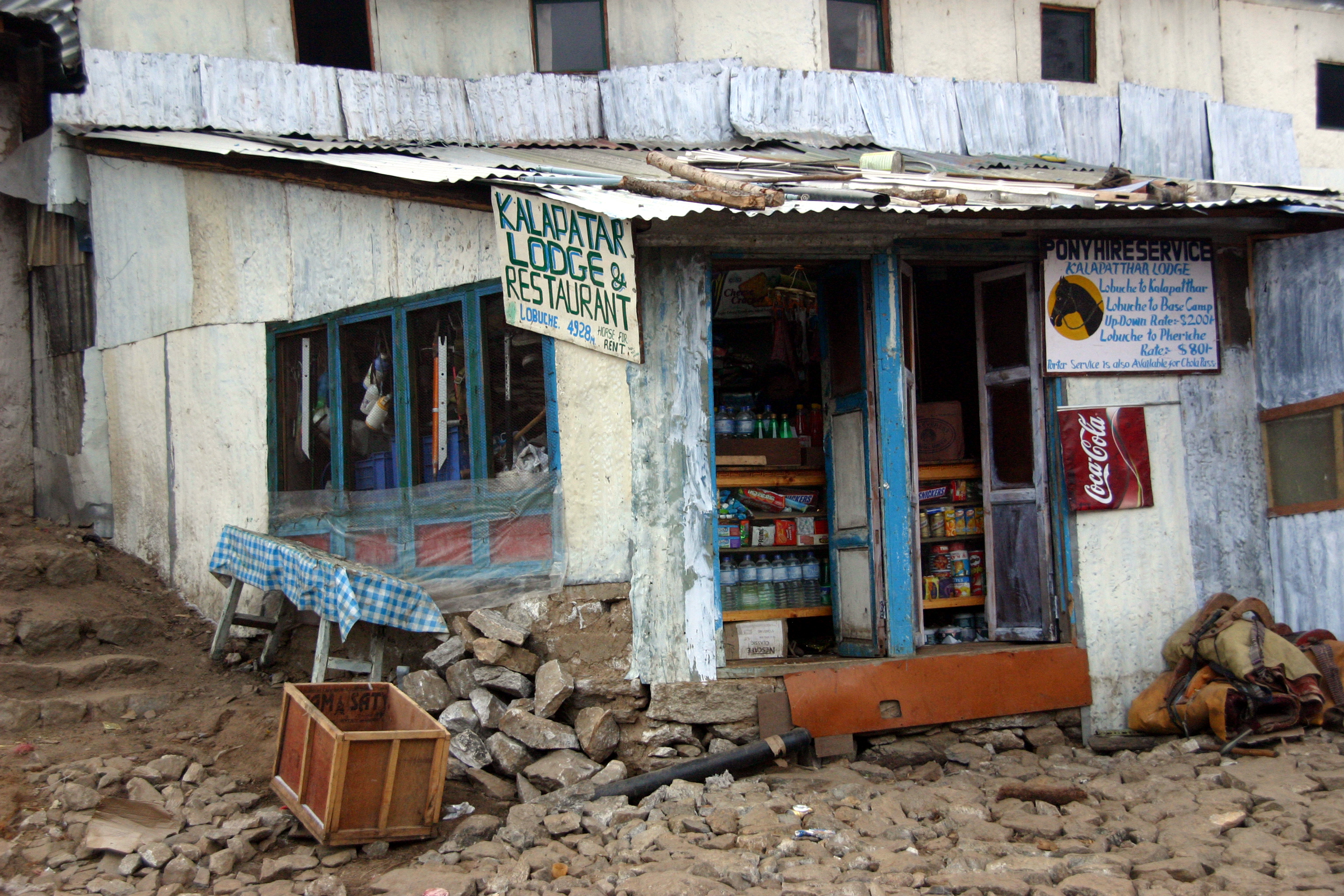
Lobuche
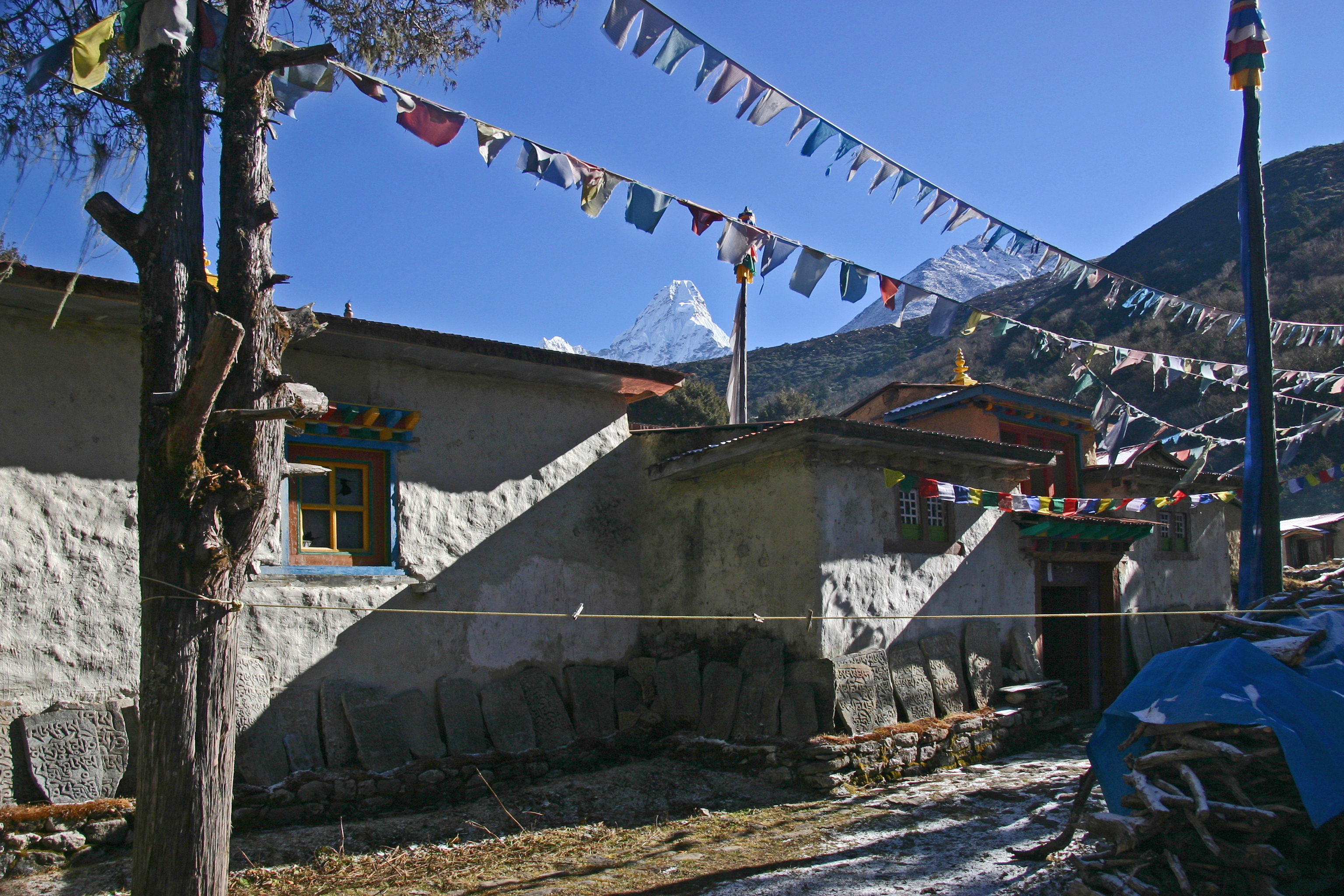
Deboche gompa
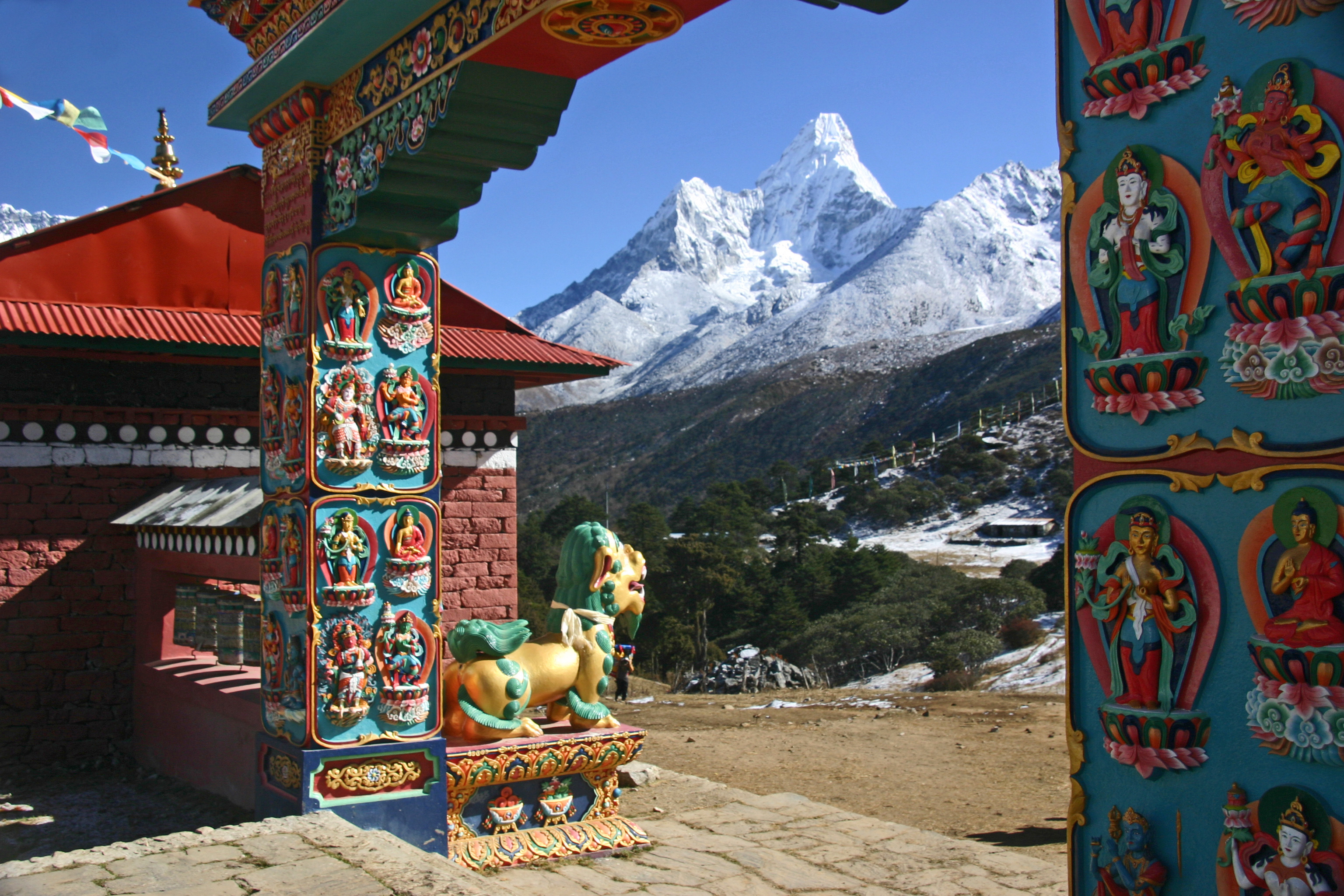
Tengboche